# Moyemont
Moyemont ist eine französische Gemeinde im Département Vosges in der Region Grand Est (bis 2015 Lothringen). Sie gehört zum Arrondissement Épinal und zum Kanton Charmes.

## Geografie
Moyemont liegt etwa sechs Kilometer westlich von Rambervillers. 

## Geschichte
Der Ort wurde 1114 erstmals erwähnt.

### Bevölkerungsentwicklung
| Jahr      | 1793 | 1896 | 1954 | 1982 | 1990 | 1999 | 2006 |
| Einwohner | 369  | 409  | 188  | 146  | 174  | 206  | 221  |

## Sehenswürdigkeiten

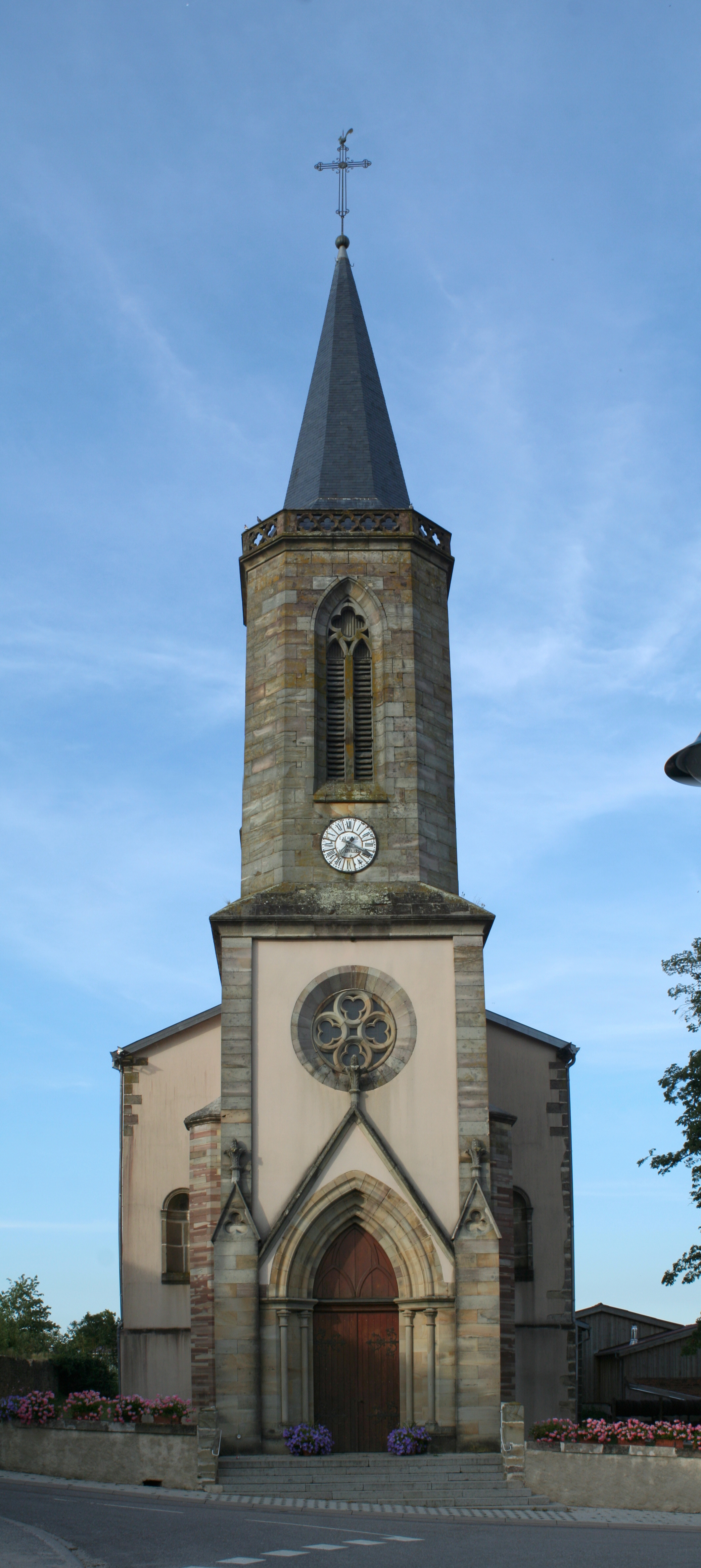
Kirche Saint-Pierre-ès-Liens

- Kirche Saint-Pierre-ès-Liens